# Pierre Cormier
'Pierre Cormier' est un cultivar de rosiers obtenu en 1926 par le rosiériste orléanais Eugène Turbat. Il est toujours commercialisé. Ce rosier porte le nom d'un des petits-fils de l'obtenteur et du fils aîné de sa fille Thérèse Cormier, née Turbat.[réf. nécessaire]

## Description
Ce petit rosier polyantha présente des bouquets généreux et ronds de petites fleurs rouge sang au cœur plus clair. Elles sont pleines et doubles (26-40 pétales) en forme de coupe. La floraison est bien remontante.
Le buisson est peu élevé (de 40 cm jusqu'à 60 cm) avec un feuillage foncé. Sa zone de rusticité est de 6b à 9b ; il résiste donc aux hivers rigoureux.
On peut admirer cette variété très florifère notamment à l'Europa-Rosarium de Sangerhausen et à la roseraie Jean-Dupont d'Orléans. Elle est parfaite pour les devants de massifs, les potées et les jardinières. Elle est légèrement parfumée.